# Dung dịch giữ thành vách hố đào
Dung dịch giữ thành vách hố đào là loại dung dịch làm nhiệm vụ thay thế chỗ cho đất được lấy ra khỏi hố đào, chúng phải có khả năng tạo màng keo (tỉ lệ keo > 95%) phủ lên bề mặt thành đất hố đào nhằm tăng tính ổn định của thành vách hố đào.

## Nguyên lý
Với tỷ trọng nhỉnh hơn nước tí chút (1,05 ÷ 1,15 t/m³), dung dịch giữ thành hố đào tạo được sự cân bằng áp lực với nước ngầm trong đất. Nhưng do tỷ trọng dung dịch thấp hơn bê tông rất nhiều (trọng lượng riêng của vữa bê tông nặng là khoảng 2,2 ÷ 2,5 t/m³) nên khi đổ bê tông thì bê tông có thể đẩy nổi dung dịch giữ thành lên trên. Đồng thời, nhờ màng keo trên kết hợp với độ nhớt cao (thời gian chảy qua phễu 500 đến 700 cc để đo độ nhớt là từ 18 ÷ 45 sec (giây), tùy mức độ nhớt của dung dịch), dung dịch này gây cản trở dòng chảy của nước ngầm trong đất. 

## Tính chất
Về thành phần hóa học, dung dịch giữ thành phải trung tính với bê tông, do đó nó phải mang tính kiềm nhẹ (độ PH từ 7 ÷ 9), gần tương đương với đất hố đào và phù hợp với bê tông.

## Một số dung dịch thường dùng
Trong thi công, thường dùng dung dịch bentonit, là dung dịch của một loại bột khoáng sét pha với dung môi là nước, để làm dung dịch giữ thành vì dung dịch bentonite có đầy đủ tính chất yêu cầu trên, đảm bảo ngăn chặn được nước từ các khe nước ngầm và giữ được ổn định cho thành hố khoan. Dung dịch này thường được thu lại sau khi làm sạch hố khoan, hố đào và được sử dụng cho các lần khoan tiếp theo.
Hiện nay người ta cũng đưa vào sử dụng một loại dung dịch polymer làm dung dịch giữ thành. Cũng có nhiều công trình sử dụng dung dịch giữ thành là hỗn hợp pha theo một tỷ lệ nhất định của bentonite và polymer, như công trình cầu Cần Thơ (phần cọc nhồi).
Theo tìm hiểu thì tùy loại địa chất, tùy điệu kiện thi công trong phố hay ngoài đô thị, người ta cũng sẽ có cách sử dụng dung dịch khoan khác nhau.
Ví dụ: với địa chất nhiều cát thì nên dùng bentonit vì bentonit là dung dịch sét có tính ngậm cát, giữ được thành vách tốt, ổn định khi thổi rửa.
Với địa chất sét thì nên dùng polyme hơn vì nó sạch, lắng nhanh, vét lắng xong là tương đối sạch.
Hơn nữa, nếu làm trong đô thị thì dùng polyme sạch hơn là bentonit.